# Баллигласс

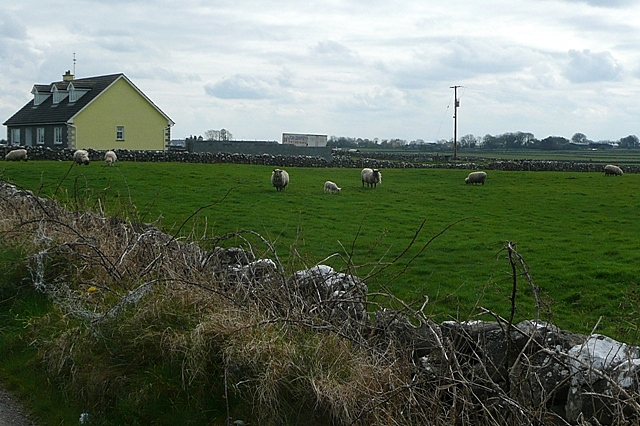

Баллигласс (англ. Ballyglass; ирл. An Baile Glas — зелёная деревня) — деревня в Ирландии, находится в графстве Мейо (провинция Коннахт). Первые упоминания относятся к XIX веку.
В деревне есть два паба, почта, школа, общественный центр. Некогда, надеясь на то, что железная дорога из Клэрморриса в Уэстпорт пройдет через деревню, один предприниматель построил здесь отель; но так как железная дорога пошла другим маршрутом, отель со временем стал полицейскими казармами.
Футбольный клуб Баллигласса существует с 1975 года; он выигрывал первенство Мейо.